# Saint-Martial-Viveyrol
Saint-Martial-Viveyrol é uma comuna francesa na região administrativa da Nova Aquitânia, no departamento Dordonha. Estende-se por uma área de 12,71 km². Em 2010 a comuna tinha 194 habitantes (densidade: 15,3 hab./km²).